# Giacomo Giovannetti
Giacomo Giovannetti detto Bastiancione (Scarlino, ... – ...; fl. XVIII secolo) è stato un fantino italiano.
Vinse una volta il Palio di Siena su almeno tre partecipazioni.
Tuttavia, non esiste una documentazione completa che consenta di ricostruirne integralmente le presenze in Piazza del Campo.
Era padre di un altro fantino, Antonio Giovannetti detto Bastianone, che corse nei medesimi anni.

## Carriera
La prima presenza nota di Bastiancione a Siena si registrò il 4 luglio 1756, allorché difese i colori della Chiocciola. Il Palio fu conquistato dalla Tartuca, il cui fantino Luchino vinse tenendo con una mano le briglie del cavallo della Selva, montato da Ministro, e nerbando con l'altra quello della Chiocciola, che precedette "della sola testa del proprio cavallo".
Al termine del Palio sorsero contrasti fra Tartuca e Chiocciola, all'epoca alleate, e la seconda, a titolo di rivalsa, precedette la prima nell'organizzare il Palio "di ricorsa" del 16 agosto, che tradizionalmente era di competenza del rione vittorioso a luglio. Ad aggiudicarsi la ricorsa fu la Lupa con Bastianone, figlio di Bastiancione.
Il riscatto di Bastiancione ebbe luogo il 2 luglio 1758, allorché vinse per l'Oca, anche approfittando del duro ostacolo del giraffino Ministro ai danni della Torre, di cui trattenne il fantino per un intero giro di Piazza.
Bastiancione partecipò anche al Palio del 2 luglio 1759, con il giubbetto della Giraffa. La carriera si concluse nel peggiore dei modi per il fantino, che cadde da cavallo e si fratturò una gamba.

## Presenze al Palio di Siena
Le vittorie sono evidenziate ed indicate in neretto.
| Palio         | Contrada   | Cavallo                           | Note |
| ------------- | ---------- | --------------------------------- | ---- |
| 4 luglio 1756 | Chiocciola | Sauro del Bruschi                 |      |
| 2 luglio 1758 | Oca        | Sauro dorato di Giuseppe Cipriani |      |
| 2 luglio 1759 | Giraffa    | Morello dell'Oste della Regina    |      |